# Omphalos (Kurzgeschichte)
Omphalos (im englischen Original Omphalos) ist eine Science-Fiction-Kurzgeschichte des amerikanischen Autors Ted Chiang, benannt nach der Omphalos-Hypothese und einem Buch des englischen Naturforschers Philip Henry Gosse aus dem Jahr 1857. Die Erstveröffentlichung war in der Anthologie Exhalation im Jahr 2019. Eine deutsche Übersetzung von Jakob Schmidt erschien im Jahr 2020 in der Anthologie Die große Stille (benannt nach der gleichnamigen Kurzgeschichte).

## Handlung
Die Kurzgeschichte wird durch die Gebete und Briefe der Archäologin Dr. Dorothea Morrel erzählt und spielt in einem alternativen 20. Jahrhundert, in welchem der Junge-Erde-Kreationismus wahr ist.
Dorothea verlässt eine archäologische Grabungsstätte in Arisona (alternatives Arizona) und reist nach Chicagou (alternatives Chicago), in welchem sie erklärt wie Dendrochronologie das Alter der Welt auf 8.912 Jahre bestimmt hat sowie herausgefunden hat, dass die ersten Bäume komplett ausgewachsen entstanden sind und einen ringlosen Kern haben. Die neusten Ausstellungsstücke des Museums schließt Mumien aus Atacama aus der ersten Generation von Menschen ein, welche von Gott geschaffen wurden und daher keinen Bauchnabel haben. Dorothea beginnt zu glauben, dass Gott will, von den Menschen durch die Wissenschaft verstanden zu werden.
Nach einem Treffen mit ihrer Kusine vermutet Dorothea einen illegalen Verkauf von Museumsartefakten. In einem Postamt in San Francisco, wo sich die Diebin als Wilhelmina McCullough, die jugendliche Tochter von Dr. Nathan McCullough herausstellt, dem Direktor der University of Alta California. Ihr Diebstahl war nicht durch persönlichen Gewinn motiviert, sondern um den Glauben der Menschheit zu stärken, bevor die neuste Entdeckung ihres Vaters öffentlich wird.
Seine Anfechtung der Hypothese, dass die Sonne der einzige Stern in absoluter Ruhe zum Äther ist, führte zur Entdeckung eines Wunders. Normalerweise umrunden Planeten ihre Sonnen wie im Heliozentrischen Weltbild. Doch im kürzlich entdeckten System 58 Eridani umrundet eine Sonne einen Planeten wie im Geozentrischen Weltbild. Die Länge eines Tags auf diesem Planeten ist dabei exakt die gleiche wie auf der Erde. Beide Fakten werden als Gottesbeweis interpretiert. Doch da dies die Erde und die Menschheit auf ein bloßes Experiment vor der perfekten Schöpfung reduziert, ist Dr. Nathan McCullough nun von der Sinnlosigkeit des Todes seines Sohnes überzeugt und Dorothea verliert ihren Glauben.
Verstört erzählt Dorothea alles ihrer Kusine und wie sie ihre gesamte Arbeit nun bedeutungslos findet. Einige Wochen später führt sie diese jedoch fort, als sie wieder erkennt wie erfüllend diese auch ohne Gottes Plan ist.

## Hintergrund
Omphalos gewann den Locus Award für die beste Novelette im Jahr 2020 und war in der finalen Auswahl für den Hugo Award für die beste Novelette sowie den Theodore Sturgeon Award.

## Kritik
The Nation fand die grundlegende Prämisse einer kreationistischen Archäologin im Konflikt mit einem kreationistischen Astronomen „herrlich“ („hilarious“), aber merkte an, dass es kein humorvolles Werk sei und betonte, dass Dorothea sich des Empirismus und der wissenschaftlichen Methode bedient.
Paul Di Filippo von The Washington Post nannte die Kurzgeschichte „meisterhaft und zutreffend“ („masterful and striking“) und erkannte Parallelen zu „Sail On! Sail On!“ von Philip Jose Farmer.